# Schismatogobius roxasi
Schismatogobius roxasi és una espècie de peix de la família dels gòbids i de l'ordre dels perciformes.

## Morfologia
- Els mascles poden assolir 4,6 cm de longitud total.[4][5]

## Hàbitat
És un peix de clima tropical i demersal.

## Distribució geogràfica
Es troba a les Illes Ryukyu i les Filipines.

## Observacions
És inofensiu per als humans.